# Битва при Далан-Балджутах
Битва при Далан-Балджутах, также известная как «битва тринадцати куреней (крыльев)» — сражение, произошедшее в конце XII века (предположительно около 1190 года) между Тэмуджином (Чингисханом) и его бывшим побратимом Джамухой.

## Дата и место сражения
Точный год, в котором состоялась битва при Далан-Балджутах, не установлен, поскольку в важнейших источниках по истории монголов упоминания о его дате отсутствуют. По мнению Л. Гамбиса, сражение произошло не раньше 1187 и не позже 1190 года. П. Рачневский, напротив, полагал, что оно не могло состояться позже 1187 года. Наконец, И. де Рахевильц наиболее предпочтительным считал 1190 год; этой же даты придерживаются и некоторые другие исследователи.
Расположение местности Далан-Балджут (монг. «семьдесят болот») также доподлинно не установлено. Р. Груссе и Е. И. Кычанов предполагают, что она находилась у истоков р. Онон. В то же время И. де Рахевильц, опираясь на исследования монгольского историка Х. Пэрлээ, относит её к истокам рек Керулен и Сенгур.

## Предпосылки и силы сторон
После совместного похода на меркитов около 1184 года отношения между Тэмуджином и Джамухой стали ухудшаться; вскоре Тэмуджин принял решение отделиться от Джамухи и создать свой собственный улус, а в 1189 году был избран ханом, приняв титул Чингисхана.
Тогда Джамуха стал искать повода для открытой ссоры с Чингисханом. Им послужил случай, когда младший брат Джамухи, Тайчар, попытался угнать табун из владений Чингиса. Хозяин табуна, Джочи-Дармала, нагнал грабителя и убил его. Собрав вокруг себя тринадцать племён общей численностью около 30 тысяч человек, Джамуха направился к становищу Чингисхана через перевал Алаут-турхаут, планируя атаковать бывшего побратима врасплох. Однако о приближении противника Чингисхану доложили Мулке-Тотах и Боролдай, люди из племени икирес (по другой версии, Мулке и Тотах — два разных человека из племени барлас, отправленные икиресом Нэгуном, отцом одного из сподвижников Чингиса Боту-гургэна).
Силы, которыми располагал Чингисхан на момент сражения, были равны собранному войску Джамухи. Состав куреней Чингисхана, по «Джами ат-таварих», был следующим:
1. Матери Чингисхана Оэлун;
2. собственно Чингисхана, его детей, нукеров, нойонов;
3. Бултаджу-бахадура, потомка Хабул-хана;
4. Деренги и Куридая, сыновей Сукду-нойона (нируны, кияты, будааты);
5. Сача-беки, предводителя джуркинов;
6. его брата Тайчу;
7. сыновей Утуджукуда (кияты);
8. Сыновей Мангету-Кияна, дяди Чингисхана по отцу, в том числе Онгура из баяутов;
9. Даритая-отчигина и Хучара, дяди и двоюродного брата Чингисхана соответственно; племена дуклат (нируны), нукуз-курган, сакаит, иджин (дарлекины);
10. Джочи, сына Хутула-хана;
11. Алтан-Джиуна, сына Хутула-хана;
12. Даки-бахадура из племени кингият; племени сукан;
13. Гэнду-чинэ и Улукчин-чинэ, потомков Чарахай-Линху (чоносы, также известные как нукузы)[8].

Среди племён, выступивших на стороне Джамухи, в «Джами ат-таварих» упоминаются тайджиуты.

## Ход и итоги битвы
Получив предупреждение о приближении Джамухи, Чингисхан выступил ему навстречу. Сражение состоялось в местности Далан-Балджут у гор Гулегу, между истоком р. Сенгур и верхним течением р. Онон. Джамухе удалось опрокинуть и потеснить войска Чингисхана, и последнему пришлось укрыться в Цзереновом ущелье. Преследовать противника Джамуха не стал, вместо этого жестоко расправившись с его союзниками — вождями чоносов. Пленённые княжичи были сварены живьём в семидесяти котлах, а чоносскому предводителю Чаган-Ува Джамуха приказал отрубить голову и привязать к хвосту лошади.
Согласно более поздним источникам («Джами ат-таварих», «Шэн у цинь чжэн лу», «Юань ши») победу в битве при Далан-Балджутах одержал Чингисхан. Более того, казнь побеждённых в семидесяти котлах в «Джами ат-таварих» также предписывается ему. Совершенно иную трактовку это событие приобретает в «Шэн у цинь чжэн лу»: согласно ей, отряды Джамухи, отступая после битвы, сварили в семидесяти котлах волков и съели их. Из-за разногласия в источниках консенсус отсутствует и среди современных историков: в то время как одни отдают предпочтение той или иной хронике, другие — например, монгольский учёный Ж. Тумурцэрэн и китайский исследователь Хух Ундур — считают, что оригинальный текст «Сокровенного сказания» был неправильно понят или вовсе намеренно искажён китайскими переводчиками. Достоверность поздних версий также часто ставится под сомнение: так, по предположениям Е. И. Кычанова, Л. Н. Гумилёва и др., летописцы того периода, имевшие целью возвеличение Чингисхана, просто не могли показать последнего в свете побеждённого.
В пользу версии «Сокровенного сказания» говорят и слова Чингисхана, обращённые к Джамухе перед казнью бывшего побратима:

«Друг Чжамуха, помнишь ли ты, как некогда загнал меня в Цзереново ущелье и навел тогда на меня ужас? Ты тогда несправедливо и коварно поднял брань по делу о взаимном угоне табуна между Чжочи-Дармалой и Тайчаром. Ты напал, и мы бились в урочище Далан-бальчжут».— «Сокровенное сказание»
Наконец, существует мнение, что история про казнь в семидесяти котлах и вовсе могла быть придумана, чтобы преувеличить жестокость Джамухи, поскольку у монголов число «семь» и производные от него являются несчастливыми.
Жестокость Джамухи серьёзно подорвала авторитет последнего и ускорила отмежевание от него союзных сил, что оказалось решающим для Чингисхана; после битвы на его сторону перешёл ряд влиятельных людей: Мунлик-эциге, бывший нукером отца Чингиса Есугея, его сын — шаман Кокочу (Тэб-Тенгри), а также предводители урутов и мангутов Джурчедай и Хуилдар-Сечен.
Г. Лэмб, исходя из версии о победе Чингисхана, описывает реконструкцию битвы следующим образом:

"Враг предстал перед монголами в виде 30 тысяч тайчудов во главе с Таргудаем. Обратиться в бегство означало пожертвовать женщинами, скотом и всем имуществом племени. А если собрать свои боевые отряды и двинуться навстречу тайчудам, то это неизбежно привело бы к тому, что их окружил бы численно превосходящий противник, и монголы были бы посечены или рассеяны. Это была кризисная ситуация в их кочевой жизни, при которой племя оказалось перед лицом опасности уничтожения, и оно ждало от хана немедленного принятия решения и действий.
Незамедлительно и в свойственной ему манере Тэмужин встретил опасность. К этому времени все его воины были на конях и собрались под своими штандартами. Выстроив их в линию по эскадронам под защитой леса с одного фланга, он сформировал другой фланг в виде квадратного пространства, огороженного кибитками, и внутрь этого квадрата загнал скот. В кибитках спешно укрылись вооруженные луками женщины и дети. Теперь он был готов встретить пересекавшего долину неприятеля численностью в 30 тысяч воинов.
Они двигались строем, эскадронами по пятьсот всадников. Один ряд в эскадроне состоял из ста человек, и, соответственно, таких рядов было пять. В первых двух шеренгах скакали воины, носившие доспехи — тяжелые железные пластины с отверстиями, через которые пропущены скрепляющие их между собой завязанные узлами ремни, и шлемы из железа или покрытой лаком грубой кожи, увенчанные гребнем из конского волоса. Лошади также были защищены — их шея, грудь и бока были закрыты кожей.
Однако эти шеренги вооруженных всадников остановились, в то время как самые задние ряды легковооруженных воинов продвинулись между ними вперед. На них была всего лишь дубленая кожа, и вооружены они были дротиками и луками. Они на своих юрких лошадях сновали перед монголами, метая дротики и стрелы и прикрывая выдвижение тяжелой конницы. Воины Тэмужина, вооруженные и экипированные подобным же образом, встретили атакующих стрелами, выпущенными из мощных, укрепленных рогами луков. Перестрелка прекратилась, когда легкая кавалерия тайчудов откатилась назад, под прикрытие конников в доспехах, и ударные отряды перешли в галоп. Тогда Тэмужин выпустил навстречу своих монголов. Но он выстроил свою орду в двойные эскадроны, по тысяче человек по фронту и десять рядов в глубину. И хотя у него было только тринадцать боевых дружин, а у тайчудов шестьдесят отрядов, напор его более глубоко эшелонированных формирований на узком фронте сдерживал продвижение тайчудов, и их первые эскадроны были рассеяны.
Теперь Тэмужин мог бросить свою ударную тяжелую конницу против легких эскадронов неприятеля. Рассредоточившиеся и мчащиеся монголы под своим родовым знаменем из девяти хвостов яка пускали стрелы с каждой руки.

И вспыхнула одна из жесточайших степных битв — орды всадников, яростные крики, наступающие под градом стрел воины, вооруженные короткими саблями, стаскивающие своих врагов с коней арканами и крюками на концах копий. Каждый эскадрон бился самостоятельно, и сражение шло по всей протяженности долины, а ратники рассеивались под натиском противника, перестраивали ряды и вновь шли в бой. Это продолжалось до сумерек. Тэмужин одержал решительную победу. Пали на поле брани 5 или 6 тысяч воинов неприятеля, а семьдесят вождей были доставлены ему с мечами и колчанами на шеях.— 

## В культуре
Битва при Далан-Балджутах описана в романе И. К. Калашникова «Жестокий век» (1978).